# Blue Beetle (Film)
Blue Beetle ist eine US-amerikanische Comicverfilmung über die gleichnamige Figur des Verlages DC Comics und Teil des DC Extended Universe ist. Die titelgebende Figur wird von Xolo Maridueña verkörpert. Der Film lief am 18. August 2023 in den US-amerikanischen Kinos an. In Deutschland erfolgte der Kinostart einen Tag zuvor.

## Handlung
In der abgelegenen Tundra der Antarktis lokalisieren Mitglieder von Kord Industries im Auftrag von der Mitbegründerin und CEO des  Unternehmens, Victoria Kord, ein uraltes außerirdisches Artefakt namens Skarabäus.
Jaime Reyes hält sich und seine Familie mit Aushilfsjobs über Wasser. Als er durch seine Bekannte Jenny Kord ein Vorstellungsgespräch beim Konzern Kord Industries erhält, erhofft er sich Besserung. Doch anstatt einen Job zu bekommen, drückt ihm Jenny kurzerhand einen Burger-Karton in die Hand und schickt ihn wieder nach Hause. Zusammen mit seiner Familie stellt er fest, dass sich in der Box ein mysteriöser blauer Skarabäus befindet. Dieser wird lebendig und setzt sich an Jaimes Wirbelsäule fest. Ab diesem Zeitpunkt kommuniziert der Skarabäus mit ihm, hüllt ihn in eine blaue Hightech-Rüstung ein und kann mit ihm in die Umlaufbahn fliegen.
Jaime ist von seinen neuen Fähigkeiten als Blue Beetle zunächst begeistert, erkennt jedoch schnell, dass noch andere Leute hinter dem blauen Käfer her sind. Dazu zählen die Konzernchefin Victoria Kord und der ebenfalls in eine mächtige Rüstung gehüllte Ignacio Carapax. Victoria hat die Firma von ihrem verschollenen Bruder Ted Kord übernommen. Sie will mit der Hilfe des Skarabäus eine militärische Ausrichtung in der Firma fortführen, um an mehr Geld zu kommen.
Um sich die außerirdische Technologie anzueignen, plant die Superbösewichtin Victoria Kord Jaime zu töten und seine Kräfte auf Carapax zu übertragen. Mit dem Tod konfrontiert, trifft Jaime jedoch auf seinen verstorbenen Vater, der ihm die nötige Kraft gibt, um endgültig mit dem Skarabäus zu verschmelzen und seine ganze Kraft auszuschöpfen.
In einem erbitterten Duell schafft er es Carapax zu überwältigen, doch kurz bevor er ihm den Todesstoß versetzt, zeigt ihm der Skarabäus die tragische Vergangenheit seines Kontrahenten. Er wurde als Kind von Victoria gequält und wurde dadurch zu einem erbarmungslosen Schurken.
Als eine gigantische Explosion das Schlachtfeld pulverisiert, schafft es Jaime in letzter Sekunde zu entkommen. Es wird gemunkelt, dass Carapax und Victoria in den Flammen umkamen, doch da man keine Leichen zu Gesicht bekommt, könnten sie vielleicht noch leben. Am Ende finden Jenny und Jaime zueinander.
Am Ende in einer Post-Credit-Scence hört Jaime in dem Blue Beetle-Labor eine Stimme. Diese sagt, dass der Vater von Jenny, Ted Kord, lebt. Ted Kord war auch ein Blue Beetle, bis er schließlich spurlos verschwand und lange für tot gehalten wurde. Während seiner Nachricht sieht man Blue-Beetle-Rüstungen, die für Jenny gemacht sind.
Dann sieht man in einer Mid-Credit-Scence eine Referenz auf dem ein Hacker-Angriff von Onkel Rudy gegen das Kord-Imperium. Doch diesmal hakt der Filmprojektor des Kinosaals und dann sieht man El Chapolien Colorado als Animation, der ein rotgekleideter Superheld mit Fühlern ist.

## Produktion
Warner Bros. Pictures und DC Studios haben im November 2018 mit der Realisierung einer Realverfilmung des Comics Blue Beetle begonnen. Dabei soll die lateinamerikanische Figur Jaime Reyes im Mittelpunkt stehen. Das Drehbuch wurde von dem Mexikaner Gareth Dunnet-Alcocer verfasst. Zev Foreman war ausführender Produzent des Projekts für Warner Bros., das der erste DC-Extended-Universe-Film mit einer Latino-Hauptrolle werden sollte. Als Regisseur wurde Angel Manuel Soto verpflichtet. Der Film wurde ursprünglich für den Streaming-Anbieter HBO Max angekündigt, bevor er 2021 einen offiziellen Kinostart erhielt. Der Film spielt in der fiktiven Stadt Palmera City und nicht wie in den Comics in El Paso.
Die Hauptrolle des Jaime Reyes alias Blue Beetle wurde im August 2021 mit Xolo Maridueña besetzt. Dieser war laut Soto sein Wunschkandidat für die Rolle. Einige Monate später wurde mit Bruna Marquezine die weibliche Hauptrolle verpflichtet. Zur selben Zeit wurde Harvey Guillén für eine Schlüsselrolle besetzt. Ende März 2022 wurde berichtet, dass Sharon Stone in Verhandlungen für die Antagonistenrolle der Victoria Kord wäre. Diese scheiterten und Susan Sarandon wurde für die Rolle besetzt. Mit Raoul Trujillo wurde ein weiterer Bösewicht verpflichtet.
Die Dreharbeiten begannen am 25. Mai 2022 in der Metropolregion Atlanta, hauptsächlich in den Wilder Studios in Decatur, Georgia. Als Kameramann fungierte Pawel Pogorzelski. Anschließend fanden die Dreharbeiten in El Paso statt. Die Dreharbeiten wurden am 18. Juli 2022 in Puerto Rico beendet.
Ein erster Trailer wurde am 3. April 2023 veröffentlicht. Der Film wurde am 17. August 2023 in den deutschen Kinos veröffentlicht.

## Synchronisation
Die deutschsprachige Synchronisation entstand bei Interopa Film nach einem Dialogbuch von Klaus Bickert und unter der Dialogregie von Stefan Fredrich
| Rolle                     | Schauspieler       | Synchronsprecher         |
| ------------------------- | ------------------ | ------------------------ |
| Jaime Reyes / Blue Beetle | Xolo Maridueña     | Julian Tennstedt         |
| Nana                      | Adriana Barraza    | Sabina Trooger           |
| Alberto Reyes             | Damián Alcázar     | Victor Oller             |
| Ignacio Carapax / OMAC    | Raoul Max Trujillo | Marlin Wick              |
| Victoria Kord             | Susan Sarandon     | Kerstin Sanders-Dornseif |
| Rudy Reyes                | George Lopez       | Carlos Lobo              |
| Rocio Reyes               | Elpidia Carrillo   | Monica Bielenstein       |
| José / Dr. Sanchez        | Harvey Guillén     | Sascha Krüger            |
| Milagro Reyes             | Belissa Escobedo   | Özge Kayalar             |
| Khaji-Da (Stimme)         | Becky G            | Dalia Mya Schmidt-Foß    |
| Jennifer 'Jenny' Kord     | Bruna Marquezine   | Olivia Büschken          |

## Rezeption
Auf Rotten Tomatoes bekam der Film 78% positive Rezensionen bei 278 Kritiken, während bei Metacritic 61 von 100 Punkten basierend auf 52 Kritiken vergeben wurden.